# Canton de Lillers
Le canton de Lillers est une circonscription électorale française située dans le département du Pas-de-Calais et la région Hauts-de-France.

## Géographie

L'ancien canton de Lillers dans l'arrondissement de Béthune avant 2015

Ce canton est organisé autour de Lillers dans l'arrondissement de Béthune. Son altitude varie de 13 m (Calonne-sur-la-Lys) à 88 m (Lillers) pour une altitude moyenne de 22 m.

## Histoire
De 1833 à 1840, les cantons de Laventie et de Lillers avaient le même conseiller général. Le nombre de conseillers généraux était limité à 30 par département.
À la suite du redécoupage cantonal de 2014, les limites territoriales du canton sont remaniées. Le nombre de communes du canton passe de 9 à 22.

## Représentation

### Conseillers d'arrondissement (de 1833 à 1940)
| Période                                  | Période      | Identité                                | Étiquette   | Qualité |
| ---------------------------------------- | ------------ | --------------------------------------- | ----------- | --- |
| 1833                                     | 1845         | Philippe Xavier Guille                  |             | Notaire, conseiller municipal de Lillers                                                                    |
| 1845                                     | 1852         | Alexandre Louis Bernard Joseph Hulleu   |             | Notaire, maire de Lillers                                                                                   |
|                                          |              |                                         |             | |
| 1864                                     | 1874         | Charles Lenoir des Ardonnes (1818-1879) |             | Propriétaire, maire de Gonnehem (1862-1879)                                                                 |
| Les données manquantes sont à compléter. |              |                                         |             | |
|                                          | 1886         | Émile Foulon-Thulliez                   |             | Industriel (fabricant d'amidon puis farinier) à Saint-Venant                                                |
| 1886                                     | 1925         | Jules Macaire                           | Républicain | Industriel à Lillers                                                                                        |
| 1925                                     | 1930 (décès) | Victor Joseph Toursel (1865-1930)       | Républicain | Cultivateur, maire de Guarbecque (1919-1930)                                                                |
| février 1930                             | 1937         | Émile Canda                             | FR-RG       | Vétérinaire à Lillers, député (1932-1936)                                                                   |
| 1937                                     | 1940         | M. Delepierre                           | Radical     | |
| 1940                                     |              |                                         |             | Les conseils d'arrondissement ont été suspendus par la loi du 12 octobre 1940 et n'ont jamais été réactivés |

### Conseillers généraux de 1833 à 2015
| Période | Période      | Identité                                                    | Étiquette               | Qualité                                                                                                   |
| ------- | ------------ | ----------------------------------------------------------- | ----------------------- | --- |
| 1833    | 1840         | Pierre Macquart (1778-1855)                                 |                         | Entomologiste Maire de Lestrem Ancien officier de la Garde nationale de Lille                             |
| 1840    | 1874 (décès) | Comte Louis Édouard de Fouler de Relingue                   | Droite                  | Chef de bataillon de la Garde nationale à Lillers Propriétaire du château de Philiomel Député (1871-1874) |
| 1874    | 1879 (décès) | Charles Lenoir des Ardonnes (1818-1879)                     |                         | Propriétaire Maire de Gonnehem (1862-1879)                                                                |
| 1879    | 1889         | Achille Fanien                                              | Républicain             | Industriel à Lillers (fabricant de chaussures) Député (1881 → 1885 et 1889 → 1902)                        |
| 1889    | 1895 (décès) | Ovide Omer Fanien (frère du précédent)                      | Républicain             | Artisan commerçant, maire de Lillers (1884-1895)                                                          |
| 1895    | 1919         | Philogène François Delelis-Fanien (gendre d'Achille Fanien) | Républicain             | Médecin, maire de Lillers Député (1903-1919)                                                              |
| 1919    | 1922         | Victor Toursel                                              | Entente (Droite)        | Propriétaire, maire de Guarbecque                                                                         |
| 1922    | 1940         | Justin Mullet                                               | Rad.                    | Maire de Saint-Venant (1919 → 1941)                                                                       |
|         |              |                                                             |                         | |
| 1945    | 1967         | Abel Toursel (1902-1993, fils de V.Toursel)                 | MRP puis PPUS puis CNIP | Cultivateur Maire de Guarbecque (1930 → 1945)                                                             |
| 1967    | 1979         | Jacques Vincent                                             | SFIO puis PS puis UDF   | Professeur d'histoire et de géographie au lycée de Lillers Maire de Lillers (1962 → 1977)                 |
| 1979    | 1985         | André Rosemberg (1922-2001)                                 | PCF                     | Ouvrier typographe Maire de Lillers (1977 → 1983)                                                         |
| 1985    | 2002         | André Flajolet                                              | RPR puis UMP            | Professeur agrégé de philosophie Maire de Saint-Venant Député (2002 → 2012)                               |
| 2002    | 2015         | Lucien Andriès                                              | PCF                     | Employé à la SNCF Maire de Lillers (1983 → 1989 et 1995 → 2011)                                           |

### Représentation depuis 2015
| Période élective | Période élective | Mandat | Mandat   | Identité         | Nuance | Nuance | Qualité |
| ---------------- | ---------------- | ------ | -------- | ---------------- | ------ | ------ | --- |
| 2015             | 2021             | 2015   | 2021     | Jacques Delaire  |        | RN     | Retraité |
| 2015             | 2021             | 2015   | 2021     | Karine Haverlant |        | EXD    | Auto-entrepreneur Quitte le RN pour Les Patriotes en 2018                                                                                              |
| 2021             | 2028             | 2021   | en cours | René Hocq        |        | PCF    | Ancien cadre Maire de Burbure (depuis 1989) Ancien conseiller général du canton d'Auchel (2008-2015) Suppléant du député PS Bertrand Petit (2023-2024) |
| 2021             | 2028             | 2021   | en cours | Carole Dubois    |        | PCF    | Fonctionnaire Maire de Lillers (depuis 2020) |

### Résultats détaillés

#### Élections de 2015
À l'issue du premier tour des élections départementales de 2015, trois binômes sont en ballotage. Au second tour, Jacques Delaire et Karine Haverlant (FN) sont élus avec 36,6 % des suffrages exprimés et un taux de participation de 59 %. En 2018, Karine Haverlant quitte le RN pour Les Patriotes de Florian Philippot.

#### Élections de 2021
Le premier tour des élections départementales de 2021 est marqué par un très faible taux de participation (33,26 % au niveau national). Dans le canton de Lillers, ce taux de participation est de 39,1 % (11 317 votants sur 28 947 inscrits) contre 35,19 % au niveau départemental. À l'issue de ce premier tour, deux binômes sont en ballotage : Carole Dubois et René Hocq (PCF, 28,08 %) et Jacques Delaire et Guénaelle Viardot (RN, 27,14 %).

## Composition

### Composition avant 2015
Le canton de Lillers comprenait neuf communes.
| Nom                 | Code Insee | Codepostal | Superficie (km2) | Population (dernière pop. légale) | Densité (hab./km2) |
| ------------------- | ---------- | ---------- | ---------------- | --------------------------------- | ------------------ |
| Lillers (chef-lieu) | 62516      | 62190      | 26,90            | 9 988 (2012)                      | 371                |
| Busnes              | 62190      | 62350      | 9,55             | 1 253 (2012)                      | 131                |
| Calonne-sur-la-Lys  | 62195      | 62350      | 11,00            | 1 622 (2012)                      | 147                |
| Gonnehem            | 62376      | 62920      | 15,31            | 2 519 (2012)                      | 165                |
| Guarbecque          | 62391      | 62330      | 5,46             | 1 420 (2012)                      | 260                |
| Mont-Bernanchon     | 62584      | 62350      | 11,40            | 1 383 (2012)                      | 121                |
| Robecq              | 62713      | 62350      | 10,56            | 1 322 (2012)                      | 125                |
| Saint-Floris        | 62747      | 62350      | 4,05             | 540 (2012)                        | 133                |
| Saint-Venant        | 62770      | 62350      | 14,24            | 2 996 (2012)                      | 210                |

### Composition depuis 2015
Le nouveau canton de Lillers comprend 22 communes entières.
| Nom                             | Code Insee | Intercommunalité                       | Superficie (km2) | Population (dernière pop. légale) | Densité (hab./km2) | Modifier                                    |
| ------------------------------- | ---------- | -------------------------------------- | ---------------- | --------------------------------- | ------------------ | ------------------------------------------- |
| Lillers (bureau centralisateur) | 62516      | CA de Béthune-Bruay, Artois-Lys Romane | 26,90            | 10 200 (2022)                     | 379                | modifier les données · modifier les données |
| Allouagne                       | 62023      | CA de Béthune-Bruay, Artois-Lys Romane | 7,81             | 2 837 (2022)                      | 363                | modifier les données · modifier les données |
| Ames                            | 62028      | CA de Béthune-Bruay, Artois-Lys Romane | 3,51             | 660 (2022)                        | 188                | modifier les données · modifier les données |
| Amettes                         | 62029      | CA de Béthune-Bruay, Artois-Lys Romane | 6,82             | 466 (2022)                        | 68                 | modifier les données · modifier les données |
| Auchy-au-Bois                   | 62049      | CA de Béthune-Bruay, Artois-Lys Romane | 4,27             | 549 (2022)                        | 129                | modifier les données · modifier les données |
| Bourecq                         | 62162      | CA de Béthune-Bruay, Artois-Lys Romane | 4,02             | 575 (2022)                        | 143                | modifier les données · modifier les données |
| Burbure                         | 62188      | CA de Béthune-Bruay, Artois-Lys Romane | 5,53             | 2 827 (2022)                      | 511                | modifier les données · modifier les données |
| Busnes                          | 62190      | CA de Béthune-Bruay, Artois-Lys Romane | 9,55             | 1 242 (2022)                      | 130                | modifier les données · modifier les données |
| Calonne-sur-la-Lys              | 62195      | CA de Béthune-Bruay, Artois-Lys Romane | 11,00            | 1 578 (2022)                      | 143                | modifier les données · modifier les données |
| Ecquedecques                    | 62286      | CA de Béthune-Bruay, Artois-Lys Romane | 2,63             | 510 (2022)                        | 194                | modifier les données · modifier les données |
| Ferfay                          | 62328      | CA de Béthune-Bruay, Artois-Lys Romane | 3,89             | 868 (2022)                        | 223                | modifier les données · modifier les données |
| Gonnehem                        | 62376      | CA de Béthune-Bruay, Artois-Lys Romane | 15,31            | 2 532 (2022)                      | 165                | modifier les données · modifier les données |
| Ham-en-Artois                   | 62407      | CA de Béthune-Bruay, Artois-Lys Romane | 3,20             | 947 (2022)                        | 296                | modifier les données · modifier les données |
| Lespesses                       | 62500      | CA de Béthune-Bruay, Artois-Lys Romane | 3,09             | 401 (2022)                        | 130                | modifier les données · modifier les données |
| Lestrem                         | 62502      | CC Flandre Lys                         | 21,15            | 5 041 (2022)                      | 238                | modifier les données · modifier les données |
| Lières                          | 62508      | CA de Béthune-Bruay, Artois-Lys Romane | 3,24             | 340 (2022)                        | 105                | modifier les données · modifier les données |
| Mont-Bernanchon                 | 62584      | CA de Béthune-Bruay, Artois-Lys Romane | 11,40            | 1 319 (2022)                      | 116                | modifier les données · modifier les données |
| Norrent-Fontes                  | 62620      | CA de Béthune-Bruay, Artois-Lys Romane | 5,70             | 1 372 (2022)                      | 241                | modifier les données · modifier les données |
| Robecq                          | 62713      | CA de Béthune-Bruay, Artois-Lys Romane | 10,56            | 1 320 (2022)                      | 125                | modifier les données · modifier les données |
| Saint-Floris                    | 62747      | CA de Béthune-Bruay, Artois-Lys Romane | 4,05             | 629 (2022)                        | 155                | modifier les données · modifier les données |
| Saint-Venant                    | 62770      | CA de Béthune-Bruay, Artois-Lys Romane | 14,24            | 3 002 (2022)                      | 211                | modifier les données · modifier les données |
| Westrehem                       | 62885      | CA de Béthune-Bruay, Artois-Lys Romane | 2,97             | 248 (2022)                        | 84                 | modifier les données · modifier les données |
| Canton de Lillers               | 6231       |                                        | 180,84           | 39 463 (2022)                     | 218                | modifier les données                        |

## Démographie

### Démographie avant 2015
| 1962   | 1968   | 1975   | 1982   | 1990   | 1999   | 2006   | 2011   | 2012   |
| ------ | ------ | ------ | ------ | ------ | ------ | ------ | ------ | ------ |
| 20 619 | 21 272 | 20 935 | 21 808 | 22 595 | 21 835 | 22 590 | 23 093 | 23 043 |

### Démographie depuis 2015
En 2022, le canton comptait 39 463 habitants, en évolution de +0,67 % par rapport à 2016 (Pas-de-Calais : −0,72 %, France hors Mayotte : +2,11 %).
| 2013   | 2018   | 2022   |
| ------ | ------ | ------ |
| 39 365 | 38 997 | 39 463 |